# Castello di Braemar

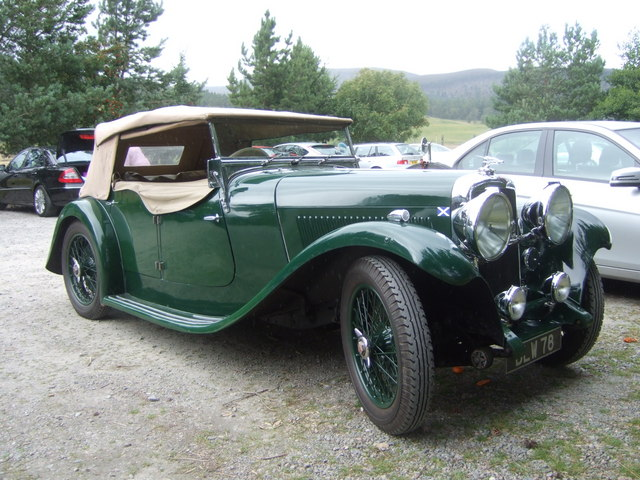
Automobile d'epoca all'esterno del castello

Il castello di Braemar (in inglese: Braemar Castle) è un castello della cittadina scozzese di Braemar, nell'Aberdeenshire, costruito tra il 1628 e gli inizi del XIX secolo. Fu la residenza del clan Farquharson.
È classificato come edificio di grado A.

## Descrizione
Il castello si trova in uno sperone a picco sul fiume Dee, situato a circa 0,6 miglia dal centro di Braemar.
È a forma di torre con pianta a L.
|  |

## Storia
La prima torre fu eretta nel 1628 per volere di John Erskine, XVIII conte di Mar (1558-1634) in un sostituzione di una fortezza preesistente.
Durante l'insurrezione dei Giacobiti, il castello fu conquistato nel 1689 dalle truppe governative, che ne fecero una prigione. Il castello fu in seguito attaccato, incendiato e distrutto da John Farquharson, il "colonnello nero" di Inverey, che le truppe governative non erano riuscite a catturare e che uccise anche il suo avversario John Erskine. In seguito, l'edificio cadde in rovina per circa sedici anni.
Nel 1748, il castello fu ricostruito dalle truppe governative, che lo trasformarono in prigione.
Nel 1797, le truppe governative abbandonarono il castello, che nel 1807 ritornò di proprietà del clan Farquharson, grazie alle negoziazioni compiute da James Farquharson, IX signore di Invercauld. L'edificio fu così riconvertito in residenza.
Nel 1870, furono aggiunte 11 nuove stanze per ospitare il personale e fu ingrandita la cucina.
Nel secolo successivo, l'edificio ricevette la visita di sovrani e dignitari britannici e stranieri.
Nel 1950, molte stanze del castello furono decorate con sfumature di rosa e giallo dalla sua proprietaria, Frances Farquharson.
Nel 2005, l'edificio fu chiuso al pubblico e nel febbraio del 2007 fu acquisito dalla comunità di Braemar.

## Leggende
- Secondo una leggenda, il castello sarebbe abitato da un fantasma donna: si tratterebbe di una donna che si sarebbe suicidata non avendo più ritrovato il marito dopo la prima notte di nozze trascorsa nel castello[3]
- Secondo un'altra leggenda, in un corridoio del castello si aggirerebbe anche uno spiritello che suona una cornamusa[3]
- Si dice inoltre che gli ospiti del castello vedano aggirarsi ancora nelle stanze lo spirito di John Farquharson o che riescano ancora a sentire l'odore del suo tabacco[3]

## Il castello di Braemar nella cultura di massa

### Letteratura
- Il castello fu fonte di ispirazione del romanzo di Robert Louis Stevenson L'isola del tesoro[6]